# 제3의 사랑
"제3의 사랑"은 2015년에 개봉한 대한민국 & 중국의 합작 영화이다.

## 캐스팅
- 송승헌 : 임계정 역
- 유역비 : 추우 역
- 지아 : 추월 역
- 구제
- 강어신